# Czarnocin (gmina w województwie świętokrzyskim)
Czarnocin – gmina wiejska w województwie świętokrzyskim, w powiecie kazimierskim. W latach 1975–1998 gmina położona była w województwie kieleckim.
Siedziba gminy to Czarnocin.
Na koniec 2010 r. gminę zamieszkiwało 4008 osób.

## Struktura powierzchni
Według stanu na 1 stycznia 2011 r. powierzchnia gminy wynosi 70,32 km².
W 2007 r. 92% obszaru gminy stanowiły użytki rolne, a 1% – użytki leśne.

## Demografia

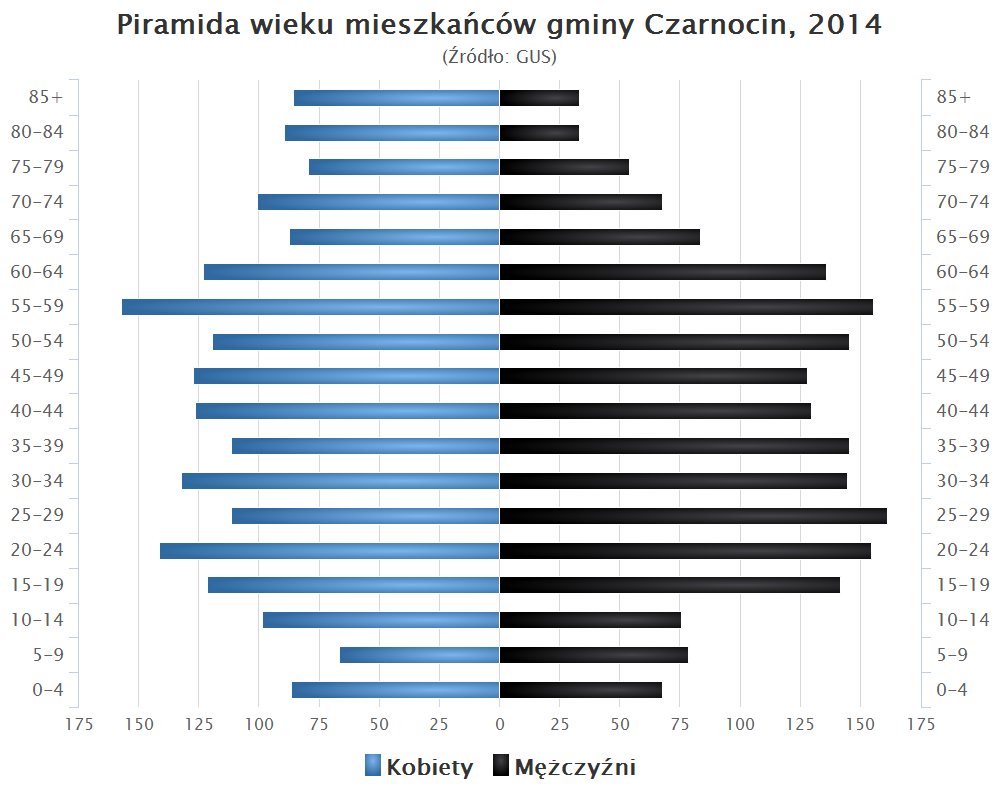
Piramida wieku mieszkańców gminy Czarnocin w 2014 roku

Dane z 31 grudnia 2010 r.:
| Opis      | Ogółem | Ogółem | Kobiety | Kobiety | Mężczyźni | Mężczyźni |
| --------- | ------ | ------ | ------- | ------- | --------- | --------- |
| jednostka | osób   | %      | osób    | %       | osób      | %         |
| populacja | 4 008  | 100    | 2 004   | 50      | 2 004     | 50        |

## Sołectwa
Bieglów
, Będziaki
, Charzowice
, Cieszkowy
, Ciuślice
, Czarnocin
, Dębiany
, Kolosy
, Koryto
, Krzyż
, Malżyce
, Mękarzowice
, Michałowice
, Mikołajów
, Miławczyce
, Opatkowiczki
, Soboszów
, Sokolina
, Stradów
, Stropieszyn
, Swoszowice
, Turnawiec
, Zagaje Stradowskie
, Zagajów

## Sąsiednie gminy
Działoszyce, Kazimierza Wielka, Opatowiec, Pińczów, Skalbmierz, Wiślica, Złota